# Lac Meshikamau
Le lac Meshikamau (auparavant Michikamau) est un lac situé au centre de la péninsule du Québec-Labrador, au Labrador, dans la province canadienne de Terre-Neuve-et-Labrador.

## Étymologie
En langue innue, Meshikamau signifie Grand Lac.

## Toponymie
Le lac a été renommé de Michikamau en Meshikamau en 2015. Michikamau est un anglicisme de Meshikamau.

## Géographie
Le lac Meshikamau, d'origine glaciaire, a été absorbé par le réservoir Smallwood après l'achèvement de la centrale de Churchill Falls en 1974. Le lac couvre une superficie de 2 030 km2 avec 629 km de côtes.
Les lacs Michikamau et Lobstick étaient les plus grands de la centaine de lacs qui forment aujourd'hui le réservoir.
Le lac Meshikamau constitue la plus grande étendue d'eau de la partie orientale du réservoir, tandis que le lac Lobstick, également absorbé par la création du réservoir Smallwood, constitue la plus grande étendue d'eau de la partie occidentale.

## Histoire
Le centre de la péninsule du Québec-Labrador est habité par les Naskapis depuis des siècles, mais le réservoir Smallwood a inondé plusieurs sites archéologiques.
Le lac Michikamau fut le but d'une expédition malheureuse menée en 1903 par Leonidas Hubbard, Dillon Wallace et George Elson et décrite dans le mémoire de Wallace, The Lure Of The Labrador Wild.
À l'est du lac Michikamau, lors de la création du réservoir avec la construction d'une série de 88 digues en 1971 dans le cadre du projet hydroélectrique de Churchill Falls, la source et le cours supérieur de la rivière Naskaupi ont été inondés et séparés du reste de la rivière, détournés vers le bassin hydrographique du fleuve Churchill, tout comme une partie du bassin supérieur de la rivière Kanairiktok.